# Мечеть в Дуйсбурге

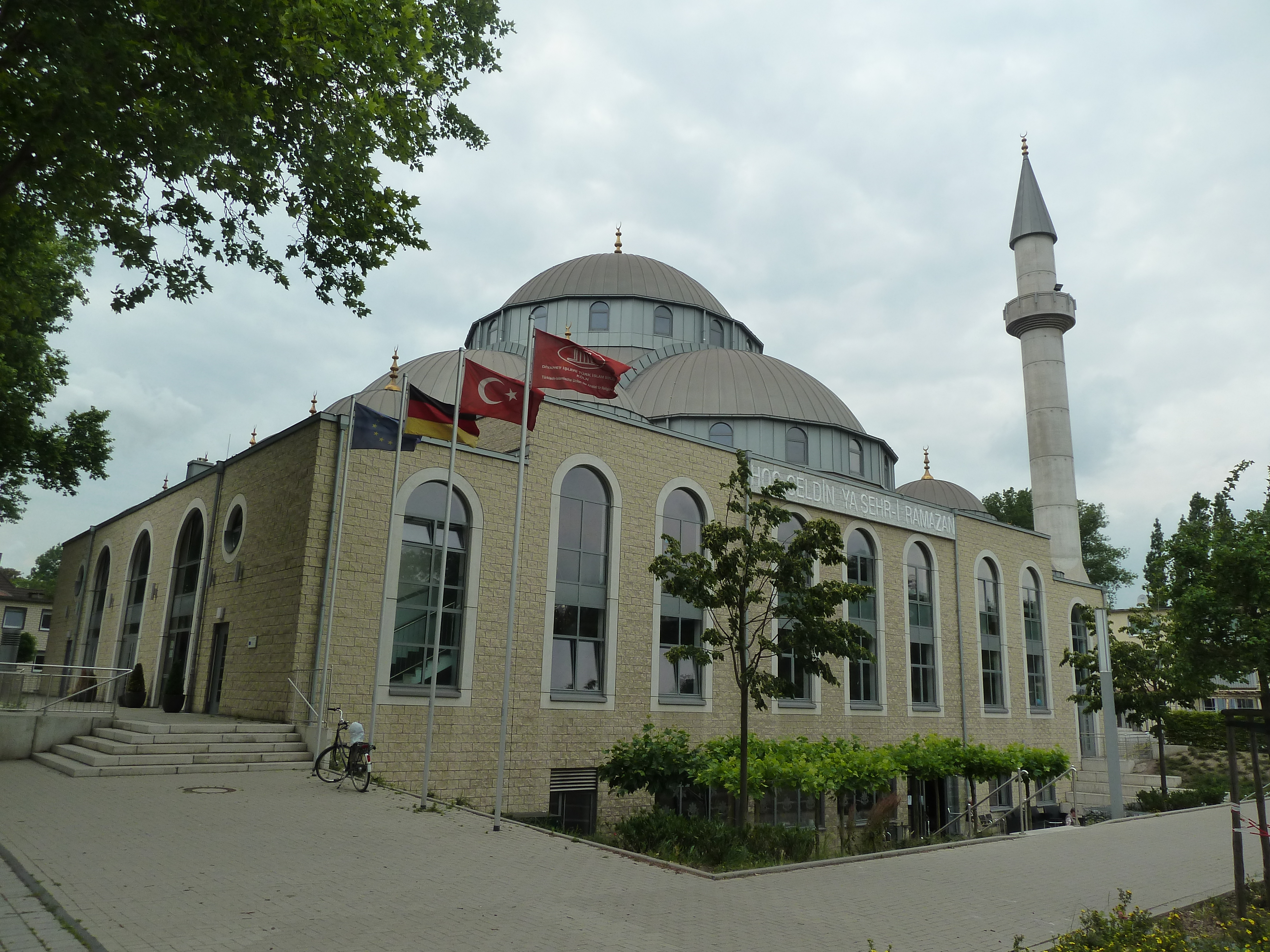
Соборная мечеть Дуйсбурга

Соборная мечеть Дуйсбурга — самая крупная мечеть в Германии. Расположена в городе Дуйсбурге на западе Германии, здание с серебряным куполом 23-метровой высоты и минаретом высотой в 34 метра. При мечети действуют общинный центр и религиозная школа. Инициатором создания мечети в Дуйсбурге стала местная мусульманская общественность.

## История
Дуйсбург — один из городов Рурской области земли Северный Рейн-Вестфалия (Германия). Основные отрасли промышленности — черная металлургия и машиностроение. Значительную часть населения Дуйсбурга составляют иностранцы.
Согласно данным переписи населения за 2015 год, около 64 % иностранцев, проживающих в городе, — этнические турки. Большинство турок-эмигрантов приехало в Германию в 60- х годах как гастарбайтеры, они выполняли низкооплачиваемую и физически тяжелую работу, на которую не соглашались коренные жители страны. Согласно данным исследования по интеграции иностранцев в немецкое общество, проведённому университетом Дуйсбурга-Эссена в 2014 году, турецкие жители города Дуйсбурга менее всего интегрированы в германское общество.
В Дуйсбурге проживает вторая по численности (после Берлина) турецкая община Германии. Район Марксло (нем. Marxloh), где построена мечеть, напоминает турецкие города: вывески на турецком языке, преобладает турецкое население.
Большинство турецких мигрантов в Дуйсбурге сегодня заняты в сфере торговли.
В Дуйсбурге инициаторами строительства мечети стали мусульманки при поддержке Лайлы Езмаль (Laila Ezmal), уполномоченной городского магистрата по вопросам интеграции мигрантов.
Мечеть в Дуйсбурге с серебряным куполом 23-метровой высоты и 34-метровым минаретом была открыта 26 октября 2008 года. Внутри мечети — зал на 1200 человек, общинный центр и школа. Стоимость строительства мечети составила примерно 7,5 миллиона евро (6 миллионов фунтов стерлингов), примерно половина была профинансирована ЕС и землей Северный Рейн-Вестфалия, другая часть — турецкой мусульманской общиной Дитиб.
Интерьер мечети богато украшен золотой, бирюзовой, красной и белой росписью, а помещение освещается золотыми люстрами. Мечеть получила название «Мурадийе».
На открытии мечети с речью перед представителями немецкой и турецкой общественности, собравшимися в связи с этим событием, выступил премьер-министр земли Северный Рейн-Вестфалия Юрген Рютгерс (Jürgen Rüttgers). На открытие самой большой мечети Германии приехал Али Бардакодлу, президент высшего религиозного органа Турции.
СМИ отметили, что открытие мечети в Дуйсбурге, в отличие от некоторых других немецких городов, прошло в спокойной обстановке.
Мусульманская община города считается достаточно либеральной. Она принимает участие в экуменических встречах с представителями христианских церквей и надеется, что новая мечеть станет «центром межкультурного и межрелигиозного диалога».
В связи с ростом количества беженцев из стран Азии и Африки в последнее время многие мусульмане Германии жалуются на исламфобию, и многие немцы высказываются против строительства новых мечетей.